# آل نيمانيتش
آل نيمانيتش هي أبرز أسرة حاكمة في صربيا في العصور الوسطى. نتج عن هذا البيت الأميري الملكي والإمبراطوري اثني عشر ملكًا صربيًا، حكموا بين عامي 1166 و1371.
كان سلفها ستيفان نيمانيا، سليل فرع من سلالة فوكانوفيتش (1101–1166). بعد نيمانيا، استخدم جميع الملوك ستيفان كاسم شخصي، أو اسم حاكم، وهو تقليد اعتُمد للادعاءات الملكية. بدأ الملوك كأمراء عظماء، ومع تتويج ستيفان نيمانيا في عام 1217، رُقيت صربيا إلى مملكة، وتأسست الكنيسة الأرثوذكسية الصربية عام 1219. وفي عام 1346، توج ستيفان دوشان إمبراطورًا للصرب واليونانيين، ورُفّع رئيس أساقفة صربيا إلى البطريركية.
انتهى حكم السلالة في صربيا عام 1371، بوفاة ستيفان أوروس الخامس الذي لم ينجب أطفالًا (حكم منذ 1355 حتى 1371). وأدى ذلك إلى سقوط الإمبراطورية الصربية. سيطر أمراء المقاطعات على مقاطعاتهم. آخر الأعضاء المتبقين في سلالة آل نيمانيتش هم جون أوروس، حاكم ثيساليا، الإمبراطور الفخري للصرب واليونانيين، الذي توفي ج. 1422-23، وشقيقه الأصغر ستيفان أوروس، حاكم فرسالوس. نجا أصل نيمانيتش فقط من خلال سلالة الأم في العديد من المنازل الصربية.

## خلفية
أنشأت أسرة فلاستيميروفيتش الإمارة الصربية في القرن الثامن. تفككت الدولة بعد وفاة آخر حاكم فلاستيميري معروف تشاسلاف من صربيا حوالي عام 940/960 وضم البيزنطيون المنطقة واحتفظوا بها لمدة قرن من الزمان، حتى عام 1040 عندما ثار الصرب تحت حكم أسرة فوييسلافليفيتش في دوكليا (بوموريي). في تسعينيات القرن التاسع، أنشأت أسرة فوكانوفيتش الإمارة الصربية الكبرى، ومنذ منتصف القرن الثاني عشر أصبحت ستاري راس بلا منازع تحت السيطرة الصربية، وأصبحت مركز الدفاع والإقامة للإمارة الصربية. في عام 1166، تولى ستيفان نيمانيا العرش، إيذانًا ببداية صربيا، وحكم آل نيمانيتش (فرع فوكانوفيتش).

## صربيا تحت حكم سلالة نيمانيتش
وصلت صربيا إلى ذروة قوتها خلال عهد أسرة نيمانيتش. أُعلن عن مملكة صربيا في عام 1217، مما أدى إلى إنشاء الكنيسة الأرثوذكسية الصربية في عام 1219. وفي نفس العام نشر القديس سافا أول دستور في صربيا: نوموكانون القديس سافا. أعلن القيصر ستيفان دوشان الإمبراطورية الصربية في عام 1346. خلال حكم دوشان، وصلت صربيا إلى ذروتها الإقليمية والسياسية والاقتصادية، وأعلنت نفسها خليفة للإمبراطورية البيزنطية، وكانت أقوى دولة في البلقان في ذلك الوقت. سن دوشان دستورًا واسع النطاق، يُعرف باسم قانون دوشان، وفتح طرقًا تجارية جديدة، وعزز اقتصاد الولاية، لكن لم يكن المجتمع متكاملًا أو موحدًا بدرجة كافية حتى الغزو العثماني. تشكلت الهوية السياسية الصربية في العصور الوسطى بشكل عميق من خلال حكم هذه السلالة وإنجازاتها، التي دعمتها ورعتها الكنيسة الأرثوذكسية الصربية.
حاول ستيفان دوشان تنظيم حملة صليبية مع البابا ضد الأتراك المهددين، لكنه توفي فجأة في ديسمبر 1355. وخلفه ابنه أوروس، الملقب بالضعيف، وهو مصطلح قد ينطبق أيضًا على حالة الإمبراطورية، التي انزلقت ببطء إلى التفتت الإقطاعي. تميزت هذه الفترة بظهور تهديد جديد: سلطنة الأتراك العثمانيين، التي امتدت من آسيا إلى أوروبا لتغزو بيزنطة ومن ثم الدول الأخرى في البلقان.